# Swift (Kuskokwim)
Pour les articles homonymes, voir Swift.
La rivière Swift est un cours d'eau d'Alaska, aux États-Unis situé dans la région de recensement de Bethel. C'est un affluent du fleuve Kuskokwim.

## Description
Longue de 100 milles (161 km), elle prend sa source depuis plusieurs glaciers de la chaîne d'Alaska et coule en direction de l'ouest puis du nord-ouest pour se jeter dans le fleuve Kuskokwim à 13 milles (21 km) au nord-est de Sleetmute.
Son nom eskimo a été référencé en 1842-1844 par le lieutenant Lavrenti Zagoskine comme étant R(eka) Chagvanakhtuli. C'est en 1908 qu' A.G. Maddren de l'United States Geological Survey, lui a donné son nom traduit actuel.